# エーテルゲイザー
『エーテルゲイザー』（簡体字中国語: 深空之眼、繁体字中国語: 深空之眼、英語: AETHER GAZER）はYongshi(勇仕网络)開発・Yostar運営によるスマートフォン向けゲームアプリ。中国版は2022年4月22日、日本版・グローバル版は2023年5月23日よりサービスを開始。基本プレイ無料（アイテム課金制）。公式略称は「エテゲザ」が使用される。
Windows版は2024年10月15日に先行公開され、2024年10月29日に正式公開された。
2025年4月22日をもって開発元であるYongshiに運営を移管予定。

## 概要
YongshiとYostarの新規IPによる3Dアクションゲーム。「『連携』×『連撃』で織り成すハイスピードアクション」がアピールされている。
リリース前日生放送では、おすすめポイントとして「スタイリッシュなアクション」「さまざまなカスタマイズ要素」「個性豊かなモディファイア」を挙げている。
影響を受けたゲームとして、アクションゲームでは『デビルメイクライシリーズ』『忍者龍剣伝』『ゴッド・オブ・ウォー』を、ARPGでは『テイルズ オブ シリーズ』『スターオーシャンシリーズ』『キングダム ハーツ シリーズ』を挙げている。

## あらすじ
22世紀初頭、戦争により地球は人が住むことができない環境になってしまった。生き残った人類はスーパーコンピュータ「Gaea.Zero」を通して、肉体を捨て意識だけを仮想ネットワーク世界「ガイア」にアップロードし、文明を存続させる道を選んだ。しかしある時からガイアではバグの一種である「ヴィスベイン」が発生し、文明や人間の破壊活動を行うようになった。そこでガイアはヴィスベインに対抗するため「モディファイア」と呼ばれる人間に模した自己診断プログラムを作り出した。
主人公であるプレイヤーは対ヴィスベイン組織「エーテルゲイザー」第九部に「アドミン」(管理者)として就任し、モディファイア達を指揮しガイアを巡る戦いに身を投じることになる。

## 登場人物・組織

### エーテルゲイザー
アインソフィに本社を構える対ヴィスベイン組織。オーディンがモディファイア達の統率・保護・研究を目的として設立した。その後メンバーに正当な身分を与えるため同名の会社も設立し、一般の人間からはただの総合商社として認識されている。また、組織に属しているモディファイア達は会社員としての地位が与えられている。
ベルダンディ
声 - 矢野妃菜喜
本作におけるメインヒロイン。
チーム：ルーキーに所属。とても前向きな性格をしている。
世界や大切な人を守りたいという強い志を持っているが、それには過去の体験が関係している。
焼肉が大の好物。
アクセスキー「ルーンブレード」を装備した「朝約」、「スヴェル」を装備した「旧誓」の2種が実装されている。
オシリス
声 - 大和田仁美
チーム：ルーキー所属。とても人柄がよく、エーテルゲイザーで最も慕われている人物と言われている。
一方で非常に残忍で嗜虐的なもうひとつの人格を有しており、その相反する自分自身の内面に長く苦悩している。
アクセスキー「冥渡」を装備した「雛心」、「生魂」を装備した「冥王」の2種が実装されている。
ヴィーザル
声 - 諏訪彩花
チーム：ウィンターのリーダー。
幼いころから極地の氷河で一人で生きてきたため社会常識に疎く、対人関係も乏しいため他人とのコミュニケーションが得意でない。
高温の環境を苦手とし、常に体温を26度以下に調整するチップが体内に埋め込まれている。
アクセスキー「氷霜之牙」を装備した「氷霜之牙」が実装されている。
レヴィアタン
声 - Machico
チーム：ウィンターのメンバー。
極地でヴィーザルから助けられた経験から、ヴィーザルを「師匠」と呼び慕っている。
前鬼坊にはいつも悪戯を仕掛けられるため、いつも言い争っている。
アクセスキー「ホーリーアンカー」を装備した「雪浪」、「メルビレイ」を装備した「逆潮」の2種が実装されている。
ツクヨミ
声 - 石川由依
チーム：ナギのリーダー。
エーテルゲイザー内でも非常に優秀なモディファイアで、単独・チーム問わず任務成功率は驚異的。
彼女の過去を知る人物は少なく、故郷の笹波で深いトラウマを経験している。
アクセスキー「朔望」を装備した「朔望」、「震離」を装備した「震離」の2種が実装されている。
豊前坊天狗
声 - 阿澄佳奈
チーム：ナギのメンバー。
笹波での事件をきっかけにエーテルゲイザーに加入し、以降ツクヨミを目指すべき師として尊敬している。
アクセスキー「小鳥丸」を装備した「真紅」が実装されている。
国常立
声 - 沢城みゆき
チーム：ナギのメンバー。
元々フリーのモディファイアとして活動しており、オーディンとの交流がきっかけでエーテルゲイザーに加入。
左目は義眼であり、それを隠すために前髪を伸ばすようになった。
アクセスキー「千鳥」を装備した「尋影」が実装されている。
トール
声 - 沼倉愛美
チーム：サンダーのリーダー。
エーテルゲイザー最強と称されるが、その過信のため他メンバーに重傷を負わせてしまい、他人と距離を置くようになった。
しかし純粋な信頼を置いてくれる前鬼坊とアポロンの存在により、持ち前の明るい性格と自信を取り戻した。
アクセスキー「ミョルニル」を装備した「轟雷」が実装されている。
前鬼坊天狗
声 - 高森奈津美
チーム：サンダーのメンバー。
イタズラが好きで何度怒られても他人へのイタズラを止めることがない。
その動機は彼女にのみに見えている「後鬼」が皆と一緒に遊ぶためであり、悪意はない。
アクセスキー「追炎」を装備した「追炎」、「彗光」を装備した「彗光」の2種が実装されている。
アポロン
声 - 杉田智和
チーム：サンダーのメンバー。
他人への儀礼や配慮など紳士的な立ち振る舞いをするが、生粋のナルシストでもあるため周囲によく辟易とされている。
料理や音楽など多様な才能も持ち合わせている。
アクセスキー「光煌」を装備した「光煌」が実装されている。
ヘル
声 - 田村ゆかり
チーム：ノワールのリーダーであり唯一のメンバー。
母の死や父の虐待、姉同然であったヴィーナから見捨てられたことで感情をなくし、今までの「ヘレナ」という名前を捨て「ヘル」として一人で生きていくように。
アドミンとの出会いやヴィーナの死を乗り越える中で、身寄りのないウィーナの義理の姉となった。
アクセスキー「ガングラディ」を装備した「闇星」が実装されている。
シュー
声 - 加隈亜衣
エーテルゲイザー第九部の部長であり、事実上のリーダーをオーディンに任されている。
また会社としてのエーテルゲイザーにおいては社長代行の役職に就いており、日夜業務に忙殺されている。
近年は後方で指揮を執ることが多くなったが、仲間の身を守るためにも訓練を怠ることはない。
アクセスキー「スピアオブゲール」を装備した「疾風之槍」、「流蛍嵐霧」を装備した「流蛍嵐霧」の2種が実装されている。
ポセイドン
声 - 佐藤利奈
シューと同時期にエーテルゲイザーに加入しており、それがきっかけで親友となっている。
人の悩みを聞き慰めることが得意であり、多くの人がポセイドンのカウンセリングを受けに通っている。
海を心から愛しており、休日は海洋保護協会の名誉副会長として活動している。
アクセスキー「潮音」を装備した「潮音」、「氷淵」を装備した「氷淵」の2種が実装されている。
ヘイムダル
声 - 大西沙織
エーテルゲイザー第九部の技術部門である先端技術研究室の責任者。
ミーミルシステムの開発者であり、理論的な研究に重きを置いている。
大国主とは研究の方向性が違うためいつも口論をしているが、その発想力や技術力には一目を置いている。
アクセスキー「真理の輪」を装備した「啓明」が実装されている。
大国主
声 - 種崎敦美
先端技術研究室の研究者の一人。
幼いころから天才として名が知られている少女。
しかし研究は「真理」の追究を目的としており実用性がないものばかりのため、予算が下りずにいつも苦労している。
アクセスキー「バニーウェポンキット」を装備した「早桜」が実装されている。
スカディ
声 - 矢作紗友里
外勤の海事任務担当者。
海に存在する様々な冒険譚を信じており、それを求めていつも冒険をしている。
アクセスキー「スキッド」を装備した「斬浪」が実装されている。
ホズル
声 - 藤田茜
第九部の情報課に所属。人見知りで内向的だが、業務処理能力には長けている。
姉のバルドルを優秀な姉として敬愛しながらも、姉に失望されてしまわないかという不安に駆られている。
アクセスキー「夜之寄生」を装備した「夜之寄生」が実装されている。
テュール
声 - 武内駿輔
第三部の部長であり、専務としてエーテルゲイザーの取締役も務めている。
バリーランド家の4代目当主であり、その手腕を活かしてエーテルゲイザーをアインソフィ最大の総合商社へと成長させた。
アクセスキー「ティルヴィング」を装備した「焚点」、「パラディス」を装備した「烙焰」の2種が実装されている。
オーディン
声 - 伊藤静
エーテﾉﾚゲイザー創設者にして社長。
しかし基本的な書類仕事のような業務はすべてシューに任せ、自身は会社にいないことが多い。
最強のモディファイアとも称されるほどの実力を持っており、モディファイア・オリジンと呼ばれる特殊な存在であることが明かされている。

### ミューズ協会
オモフィースに拠点を置くモディファイア組織。正式名は「前衛芸術鑑賞協会」。
名の通り「前衛芸術鑑賞」を表向きの活動としているが、水面下ではヴィスベインに関する情報収集を行っている。
エーテルゲイザーとも協力関係にある。
ハデス
声 - 斎藤千和
ミューズ協会の代表。人形作りを趣味とし、ドールを操り武器ともする人形師。
常に笑顔を絶やさない優雅な女性に見えるが、本性は相手の生殺与奪を握ることに悦を覚える残忍な性格の持ち主。
アクセスキー「レウケ＆ミンタ」を装備した「傀儡師」が実装されている。
ヘラ
声 - 植田佳奈
ミューズ協会に所属する、上流階級の淑女。
芸術にとどまらず哲学や政治にも深い知見を持ち、オモフィースの人々から崇拝されている。
美しさの追及しており、「美しくないもの」や「美」を理解できない者を嫌悪している。
アクセスキー「緋の王笏」を装備した「羽灼」、「暁幻」を装備した「暁幻」の2種が実装されている。
オネイロイ
声 - 長縄まりあ
ミューズ協会に所属するステラリス学院の学生。
いつも眠たげにしており、羊のぬいぐるみ「まどろみ」を持ち歩いている。
アクセスキー「清夢之羊」を装備した「微睡」が実装されている。

### 星虹評議会
オモフィース全域を管理する組織。7人の芸術家で構成されており、オモフィースの行政権と立法権を握っている。
オケアノス
声 - 羽多野渉
星虹評議会の第三席を占める要人。
天才的な彫刻家であるものの生活能力は壊滅的であるため、義子のエンリルが家事全般を行っている。
アクセスキー「ロイ・アペイロン」を装備した「流転之洋」が実装されている。

### ステラリス学園
オモフィースで芸術を志す者に学びの場とリソースを提供する学校。しかし公的な機関でもあるため、生徒や教員は行政業務に担当することになる。
エンリル
声 - 永塚拓馬
オケアノスを養父とする学生。
彫刻の研鑽を積んでおり、オケアノスのような真の芸術家を志している。
アクセスキー「アネモス」を装備した「沐風」が実装されている。

### スズラン騎士団
「星虹評議会」直属の法執行機関。治安維持や警備、民事紛争の対処を担当している。
アテナ
声 - 小清水亜美
スズラン騎士団団長。
亡き義理の祖母カリンに託された想いを守るため、少しのルール違反も許さない姿勢を貫いている。
あまりに生真面目すぎる性格ため親友がいないことを気にしている。
アクセスキー「鳴弦」を装備した「鈴蘭之弦」が実装されている。

### コルグ
各セフィラゾーンの紛争や軋轢を減らすことを目的として作られた機関。文明社会を発展させ「楽園」を作り上げることを最終目標にしている。
アヌビス
声 - 古川慎
コルグの組織犯罪対策課に所属。
任務達成率100%を誇る優秀な人材で、相棒(犬)のウプウとともに行動している。
一匹狼なためずっと一人で任務に当たっていたが、現在はバステトとコンビを組んでいる。
アクセスキー「タブーマニア」を装備した「ジャッカル」が実装されている。
バステト
声 - 佐倉薫
組織犯罪対策課に所属し、アヌビスを先輩としてコンビを組んでいる。
明るい性格で周囲を和ませるものの、悪事を許さない苛烈な面も持つ。
アクセスキー「フェレスクロー」を装備した「キャット」が実装されている。

### アカード
ロスタッチで最も有名な賞金稼ぎギルド。孤児の自立支援を目的としており、仕事の依頼者と請負人の管理などを行っている。
マルドゥーク
声 - 楠大典
アカードの創設者でリーダー。
その実力とカリスマ性から、アカードでは「ボス」と呼ばれている。
元はコルグで大佐の地位に就いており、今でもその地位を活かして活動を行っている。
アクセスキー「マルン」を装備した「恐蛇」が実装されている。
キングゥ
声 - 千葉翔也
マルドゥークの義子であり、アカードのナンバー2。
マルドゥークに憧れていたものの、ある事件をきっかけに袂を分かつ。
アクセスキー「ベスティア」を装備した「荒牙」が実装されている。

### 四方院
虚恒を代表するモディファイア機構。虚恒の中心都市玉京や四つの浮遊島を中心として、虚恒全体を指導・管理している。
庚辰
声 - 生天目仁美
四方院の代表。
モディファイア・オリジンであり、その強力な力を持って虚恒の平穏を維持している。
民衆に寄り添い安寧のために奔走する姿が評価され、虚恒の民衆から多大な信頼を得ている。
オーディンとは数少ない対等な関係を結ぶ友人であるが、思想の違いから対立することもある。
アクセスキー「太乙」を装備した「太乙」が実装されている。
陵光
声 - 三森すずこ
南島の代理人で、診療所である「赤気堂」の医師。
病や怪我で失ってしまう命を少しでも減らすために、日々自身の体を犠牲にして仕事に追われている。
アクセスキー「紅炎扇」を装備した「澄心」が実装されている。
孟章
声 - 杉山紀彰
骨董品を好む、東島の代理人。
仕事態度は怠慢に見えるものの、その実は優秀な諜報員。
アクセスキー「青龍剣」を装備した「青君」が実装されている。
監兵
声 - KENN
虚恒の西島の代理人を務める青年。
麟鈺
声 - 鈴代紗弓
英招の妹で、聡明な少女。
「天通エンジン」について学んでいる

### 天禄貿易
主に物流事業や広告事業を展開している虚恒最大の企業連合。
禄良
声 - 新井里美
天禄貿易の社長。
商売でも論戦でも無類の強さを誇り、虚恒で最も若く才のある社長として名が知られる。
以前庚辰に助けられたことがあり、以降友人として対等な関係を築いている。
アクセスキー「神算子」を装備した「百解」が実装されている。
英招
声 - Lynn
天禄貿易の人事部長。
効率重視で厳格な人物と知られる反面、妹の麟鈺を溺愛している。
アクセスキー「無極」を装備した「巡天」が実装されている。

### その他
ソベク
声 - 小林裕介
犯罪組織「アイアン・チルドレン」に拾われて以来、所属している。
常にワニのヘルメットを被っており、素顔の確認はできない。
アクセスキー「狂鰐双剣」を装備した「狂鰐」が実装されている。
ヌアダ
声 - 白井悠介
アインソフィの機械工房「ハート・オブ・ダヌ」の経営をしている。
自身の開発で誰かの役に立つことを最上の喜びとしており、エーテルゲイザーとも業務提携を結んでいる。
アクセスキー「スカイルス」を装備した「銀腕」が実装されている。
アシュラ
声 - 洲崎綾
世界最強になることを目指している武闘派の少女。
ギャングの抗争に巻き込まれた際にブラフマーに助けられ、そこで武力を追い求めることを決めた。
アクセスキー「修羅の腕」を装備した「障月」が実装されている。
カグツチ
声 - 天崎滉平
笹波五大家の一つ「鴉越家」の関係者であり、護衛部隊「急」の隊長である。
サボり癖があり、一人で釣りをするのが趣味。
アクセスキー「竜切」を装備した「竜切」が実装されている。
カーリー
声 - 瀬戸麻沙美
スラム街で暮らしていたところをギャンググループ「マハメル」に拾われた少女。
その面倒見の良さから「マハメルのお姉さん」として誰からも好かれている。
アクセスキー「雷牙」を装備した「雷牙」が実装されている。
ヘルメス
声 - 和氣あず未
宅配会社オリンピア急便で働く少女。
荷物とともに託された「希望」を届けるため、毎日配達業に勤しんでいる。
アクセスキー「アズールソアー」を装備した「颯々」が実装されている。
金烏
声 - 大空直美
虚恒の若木宮にて羲和のもとで修業をする、「逐日追雲の大英雄」を名乗る少女。
山奥で暮らしているため世俗には疎い。
アクセスキー「十曜」を装備した「十曜」が実装されている。

## 実装モディファイア
| キャラクター名 | 系統         | ランク | 呼称       | アクセスキー         | 属性 | スキルリソース |
| -------------- | ------------ | ------ | ---------- | -------------------- | ---- | -------------- |
| ベルダンディ   | ユグドラシル | B      | 朝約       | ルーンブレード       | 物理 | 神気           |
| ベルダンディ   | ユグドラシル | A      | 旧誓       | スヴェル             | 雷   | 神気           |
| ベルダンディ   | ユグドラシル | S      | 愴光       | イマのノルニル       | 光   | 神気           |
| オシリス       | ナイル       | A      | 雛心       | 冥渡                 | 物理 | 印             |
| オシリス       | ナイル       | S      | 冥王       | 生魂                 | 風   | 印             |
| ヴィーザル     | ユグドラシル | A      | 氷霜之牙   | 氷霜之牙             | 氷   | レイジ         |
| レヴィアタン   | アステリズム | A      | 雪浪       | ホーリーアンカー     | 氷   | 印             |
| レヴィアタン   | アステリズム | S      | 逆潮       | メルビレイ           | 水   | 印             |
| ツクヨミ       | 真桜         | A      | 朔望       | 朔望                 | 闇   | 神気           |
| ツクヨミ       | 真桜         | S      | 震離       | 震離                 | 雷   | レイジ         |
| 豊前坊天狗     | 真桜         | A      | 真紅       | 小鳥丸               | 物理 | 印             |
| 豊前坊天狗     | 真桜         | S      | 染桜       | 桜切                 | 雷   | 神気           |
| 国常立         | 真桜         | S      | 尋影       | 千鳥                 | 物理 | 神気           |
| 前鬼坊天狗     | 真桜         | B      | 追炎       | 追炎                 | 物理 | 印             |
| 前鬼坊天狗     | 真桜         | A      | 彗光       | 彗光                 | 光   | エネルギー     |
| アポロン       | オリンポス   | A      | 光煌       | 光煌                 | 光   | エネルギー     |
| シュー         | ナイル       | A      | 疾風之槍   | スピアオブゲール     | 風   | 印             |
| シュー         | ナイル       | S      | 流蛍嵐霧   | 流蛍嵐霧             | 雷   | レイジ         |
| ポセイドン     | オリンポス   | A      | 潮音       | 潮音                 | 水   | 神気           |
| ポセイドン     | オリンポス   | S      | 氷淵       | 氷淵                 | 氷   | エネルギー     |
| 大国主         | 真桜         | S      | 早桜       | バニーウェポンキット | 物理 | レイジ         |
| ホズル         | ユグドラシル | A      | 夜之寄生   | 夜之寄生             | 闇   | レイジ         |
| テュール       | ユグドラシル | A      | 焚天       | ティルヴィング       | 光   | 印             |
| テュール       | ユグドラシル | S      | 烙焰       | パラディス           | 炎   | レイジ         |
| ヘラ           | オリンポス   | A      | 羽灼       | 緋の王笏             | 炎   | 印             |
| ヘラ           | オリンポス   | S      | 暁幻       | 暁幻                 | 光   | エネルギー     |
| カグツチ       | 真桜         | S      | 竜切       | 竜切                 | 炎   | エネルギー     |
| カグツチ       | 真桜         | S      | 惑火       | 竜切（惑火形態）     | 炎   | レイジ         |
| アシュラ       | ナイル       | S      | 障月       | 修羅の腕             | 炎   | エネルギー     |
| ヌアダ         | アステリズム | A      | 銀腕       | スカイルス           | 炎   | 神気           |
| ソベク         | ナイル       | A      | 狂鰐       | 狂鰐双剣             | 水   | レイジ         |
| スカディ       | ユグドラシル | S      | 斬浪       | スキッド             | 氷   | 神気           |
| カーリー       | アステリズム | A      | 雷牙       | 雷牙                 | 雷   | エネルギー     |
| ヘル           | ユグドラシル | S      | 闇星       | ガングラディ         | 闇   | 神気           |
| ヘルメス       | オリンポス   | A      | 颯々       | アズールソアー       | 風   | レイジ         |
| ヘイムダル     | ユグドラシル | A      | 啓明       | 真理の輪             | 光   | エネルギー     |
| ハデス         | オリンポス   | S      | 傀儡師     | レウケ＆ミンタ       | 闇   | 神気           |
| オネイロイ     | オリンポス   | A      | 微睡       | 清夢之羊             | 光   | エネルギー     |
| オネイロイ     | オリンポス   | S      | 新夢       | ポベートール         | 闇   | エネルギー     |
| アテナ         | オリンポス   | S      | 鈴蘭之弦   | 鳴弦                 | 物理 | 神気           |
| オケアノス     | オリンポス   | S      | 流転之洋   | ロイ・アペイロン     | 水   | 印             |
| エンリル       | アステリズム | A      | 沐風       | アネモス             | 風   | レイジ         |
| マルドゥーク   | アステリズム | S      | 恐蛇       | マルン               | 物理 | エネルギー     |
| キングゥ       | アステリズム | A      | 荒牙       | ベスティア           | 物理 | 神気           |
| アヌビス       | ナイル       | S      | ジャッカル | タブーマニア         | 闇   | レイジ         |
| バステト       | ナイル       | A      | キャット   | フェレスクロー       | 闇   | 印             |
| トール         | ユグドラシル | S      | 轟雷       | ミョルニル           | 雷   | 印             |
| 金烏           | 天垣         | S      | 十曜       | 十曜                 | 炎   | 神気           |
| 陵光           | 天垣         | S      | 澄心       | 紅炎扇               | 炎   | 印             |
| 庚辰           | 天垣         | S      | 太乙       | 太乙                 | 水   | レイジ         |
| 孟章           | 天垣         | S      | 青君       | 青龍剣               | 風   | 神気           |
| 禄良           | 天垣         | S      | 百解       | 神算子               | 風   | 印             |
| 英招           | 天垣         | S      | 巡天       | 無極                 | 風   | 神気           |
| クラミツハ     | 真桜         | S      | 霜影       | 罔象                 | 氷   | レイジ         |
| イザナミ       | 真桜         | S      | 黄泉之花   | 黄泉鴉丸             | 氷   | レイジ         |
| セクメト       | ナイル       | S      | ライオン   | サンディスク         | 物理 | 神気           |
| 陸吾           | 天垣         | S      | 九司       | 開明                 | 光   | レイジ         |
| 執明           | 天垣         | S      | 玄機       | 玄機                 | 水   | 神気           |
| テウト         | ナイル       | S      | アイビス   | イシェドリーヴズ     | 物理 | エネルギー     |